# Ormosia (djur)
Ormosia är ett släkte av tvåvingar som beskrevs av Camillo Rondani 1856. Ormosia ingår i familjen småharkrankar.

## Dottertaxa tillOrmosia, i alfabetisk ordning[1][2]
- Ormosia absaroka
- Ormosia aciculata
- Ormosia aculeata
- Ormosia adirondacensis
- Ormosia affinis
- Ormosia affixa
- Ormosia albertensis
- Ormosia albitibia
- Ormosia albrighti
- Ormosia alexanderi
- Ormosia amakazarii
- Ormosia amicorum
- Ormosia angustaurata
- Ormosia anthracopoda
- Ormosia arcuata
- Ormosia arisanensis
- Ormosia arnaudi
- Ormosia atrotibialis
- Ormosia auricosta
- Ormosia autumna
- Ormosia baldensis
- Ormosia beatifica
- Ormosia bergrothi
- Ormosia biannulata
- Ormosia bicornis
- Ormosia bifida
- Ormosia bigladia
- Ormosia bihamata
- Ormosia bilineata
- Ormosia brachyrhabda
- Ormosia brevicalcarata
- Ormosia brevinervis
- Ormosia broweri
- Ormosia bucera
- Ormosia burneyana
- Ormosia burneyensis
- Ormosia carolinensis
- Ormosia caucasica
- Ormosia cerrita
- Ormosia clavata
- Ormosia cockerelli
- Ormosia confluenta
- Ormosia cornuta
- Ormosia cornutoides
- Ormosia croatica
- Ormosia curvata
- Ormosia curvicornis
- Ormosia curvispina
- Ormosia cuspidata
- Ormosia davisi
- Ormosia decorata
- Ormosia decussata
- Ormosia dedita
- Ormosia defessa
- Ormosia defrenata
- Ormosia denningi
- Ormosia dentifera
- Ormosia depilata
- Ormosia dicax
- Ormosia dicera
- Ormosia diplotergata
- Ormosia discalba
- Ormosia divergens
- Ormosia diversipennis
- Ormosia diversipes
- Ormosia echigoensis
- Ormosia egena
- Ormosia fascipennis
- Ormosia fernaldi
- Ormosia filifera
- Ormosia fixa
- Ormosia flaveola
- Ormosia flavida
- Ormosia formosana
- Ormosia fragmentata
- Ormosia frisoni
- Ormosia frohnearum
- Ormosia fugitiva
- Ormosia funeralis
- Ormosia furcata
- Ormosia furcivena
- Ormosia furibunda
- Ormosia fusiformis
- Ormosia gaspensis
- Ormosia geniculata
- Ormosia gerronis
- Ormosia grahami
- Ormosia hallahani
- Ormosia harrisoniana
- Ormosia harsha
- Ormosia hartigi
- Ormosia hederae
- Ormosia helifera
- Ormosia heptacantha
- Ormosia hispa
- Ormosia holotricha
- Ormosia horiana
- Ormosia hubbelli
- Ormosia hutchinsonae
- Ormosia hynesi
- Ormosia idioneura
- Ormosia idioneurodes
- Ormosia idiostyla
- Ormosia inaequispina
- Ormosia inaperta
- Ormosia inflexa
- Ormosia ingloria
- Ormosia insolita
- Ormosia ithacana
- Ormosia kamikochiae
- Ormosia kashmiri
- Ormosia lackschewitzi
- Ormosia laevistyla
- Ormosia lanuginosa
- Ormosia lataurata
- Ormosia legata
- Ormosia leptorhabda
- Ormosia leucoplagia
- Ormosia leucostictula
- Ormosia levanidovae
- Ormosia licina
- Ormosia lilliana
- Ormosia lineata
- Ormosia longicorna
- Ormosia longicornis
- Ormosia longispina
- Ormosia loretta
- Ormosia lotida
- Ormosia loxia
- Ormosia luteola
- Ormosia machidana
- Ormosia mahabharatae
- Ormosia megacera
- Ormosia meigenii
- Ormosia mesocera
- Ormosia microstyla
- Ormosia mitchellensis
- Ormosia moghalensis
- Ormosia monticola
- Ormosia moravica
- Ormosia multidentata
- Ormosia nantaisana
- Ormosia neidioneura
- Ormosia neopulchra
- Ormosia nigripennis
- Ormosia nigripila
- Ormosia nimbipennis
- Ormosia nippoalpina
- Ormosia nobilis
- Ormosia nodulosa
- Ormosia nonacantha
- Ormosia notmani
- Ormosia nubipennis
- Ormosia nyctopoda
- Ormosia officiosa
- Ormosia onerosa
- Ormosia opifex
- Ormosia orientobifida
- Ormosia palpalis
- Ormosia parallela
- Ormosia parviala
- Ormosia paxilla
- Ormosia peramata
- Ormosia perdiffusa
- Ormosia pernodosa
- Ormosia perplexa
- Ormosia perpusilla
- Ormosia perspectabilis
- Ormosia pirinensis
- Ormosia pleuracantha
- Ormosia praecisa
- Ormosia profesta
- Ormosia profunda
- Ormosia proxima
- Ormosia pseudosimilis
- Ormosia pugetensis
- Ormosia pulchra
- Ormosia pygmaea
- Ormosia rectangularis
- Ormosia remissa
- Ormosia rhaphidis
- Ormosia romanovichiana
- Ormosia rostrifera
- Ormosia rubella
- Ormosia ruficauda
- Ormosia saturnina
- Ormosia seclusa
- Ormosia sentis
- Ormosia sequoiarum
- Ormosia serrata
- Ormosia serridens
- Ormosia setaxilla
- Ormosia shoreana
- Ormosia solita
- Ormosia sootryeni
- Ormosia spinifex
- Ormosia staegeriana
- Ormosia stenostyla
- Ormosia subalpina
- Ormosia subcornuta
- Ormosia subcostata
- Ormosia subdentifera
- Ormosia subducalis
- Ormosia subfascipennis
- Ormosia subnubila
- Ormosia subpulchra
- Ormosia subserrata
- Ormosia taeniocera
- Ormosia tahoensis
- Ormosia takahashii
- Ormosia takeuchii
- Ormosia tennesseensis
- Ormosia tenuispinosa
- Ormosia tokionis
- Ormosia tokunagai
- Ormosia townesi
- Ormosia triangularis
- Ormosia tricornis
- Ormosia umbripennis
- Ormosia unicornis
- Ormosia upsilon
- Ormosia uralensis
- Ormosia weymarni
- Ormosia yankovskyi
- Ormosia zebrina